# Tell Me What You Want Me to Do
«Tell Me What You Want Me to Do» (с англ. — «Скажи мне, что ты хочешь, чтобы я сделал») — сингл, лирическая романтическая поп-соул-баллада начала 1990-х — визитная карточка в жанре ритм энд блюз и в музыкальных стилях: неосоул и слоу-джэм — в творчестве афроамериканского певца Тевина Кэмпбелла. Она была написана собственно самим Кэмпбеллом, а также Салли Джо Дакотой и Нарадой Майклом Уолденом и спродюсирована последним для дебютного студийного альбома Кэмпбелла: T.E.V.I.N. (1991).
Выпущенный в качестве третьего сингла с альбома, он стал самым большим хитом Кэмпбелла на сегодняшний день, достигнув 6-го места в США Billboard Hot 100 и проведя одну неделю на первом месте в американском R&B чарте. Песня демонстрирует 4,5-октавный вокальный диапазон Кэмпбелла от низкой ноты Ми 2-й октавы (E2) до до ре диез 6-й (D# 6) во время его мелизмового бриджового переходного овертона в песне. Голосовые и вокальные характеристики Кэмпбелла в этой песне часто сравнивали с характеристиками другого певца, также частично «порождённого» Куинси Джонсом — Майкла Джексона.
Песня имеет сложную трехчастную структуру в отличие от традиционной в поп музыке песенной схемы: куплет — припев — куплет — припев, имеет: куплет-припев(2x)-(бридж-эпилог)-припев

## Список композиций
| №  | Название                                        | Автор(ы)                                             | Producer(s) | Длительность |
| -- | ----------------------------------------------- | ---------------------------------------------------- | ----------- | ------------ |
| 1. | «Tell Me What You Want Me to Do» (Edit)         | Tevin Campbell Sally Jo Dakota Narada Michael Walden | Walden      | 4:16         |
| 2. | «Tell Me What You Want Me to Do» (Instrumental) | Campbell Dakota Walden                               | Walden      | 5:00         |

| №  | Название                                        | Автор(ы)               | Producer(s) | Длительность |
| -- | ----------------------------------------------- | ---------------------- | ----------- | ------------ |
| 1. | «Tell Me What You Want Me to Do»                | Campbell Dakota Walden | Walden      | 4:10         |
| 2. | «Tell Me What You Want Me to Do» (Instrumental) | Campbell Dakota Walden | Walden      | 4:10         |

| №  | Название                                | Автор(ы)                                    | Producer(s)  | Длительность |
| -- | --------------------------------------- | ------------------------------------------- | ------------ | ------------ |
| 1. | «Tell Me What You Want Me to Do» (Edit) | Campbell Dakota Walden                      | Walden       | 4:10         |
| 2. | «Just Ask Me To» (featuring Chubb Rock) | Al B. Sure! Kyle West Rock                  | Sure West    | 4:07         |
| 3. | «Tomorrow (A Better You, Better Me)»    | George Johnson Louis Johnson Siedah Garrett | Quincy Jones | 4:46         |

| №  | Название                         | Автор(ы)               | Producer(s)                   | Длительность |
| -- | -------------------------------- | ---------------------- | ----------------------------- | ------------ |
| 1. | «Tell Me What You Want Me to Do» | Campbell Dakota Walden | Walden                        | 4:16         |
| 2. | «Goodbye» (7" Remix Edit)        | Sure West              | Sure West Dancin' Danny D [a] | 3:48         |
| 3. | «Goodbye» (Sidub and Listen)     | Sure West              | Sure West Dancin' Danny D [a] | 4:58         |
| 4. | «Goodbye» (Tevin's Dub Pt 1 & 2) | Sure West              | Sure West Dancin' Danny D [a] | 6:53         |

Notes
- ↑  denotes additional producer

## Чарты
| Chart (1992)                          | Peak position |
| ------------------------------------- | ------------- |
| Нидерланды (Dutch Top 40)             | 34            |
| Нидерланды (Single Top 100)           | 31            |
| Новая Зеландия (Recorded Music NZ)    | 9             |
| Великобритания (OCC UK Singles)       | 63            |
| США (Billboard Hot 100)               | 6             |
| США (Billboard Adult Contemporary)    | 43            |
| США (Billboard Hot R&B/Hip-Hop Songs) | 1             |

| Chart (1992)         | Position |
| -------------------- | -------- |
| US Billboard Hot 100 | 35       |